# Alfred auf Reisen
Alfred auf Reisen ist eine siebenteilige österreichische Fernsehserie aus dem Jahr 1982.

## Handlung
Der Junggeselle Alfred Vavera betreibt in Wien ein Antiquariat. Er verkauft, kauft und tauscht Bücher. Näheren Kontakt pflegt er zu seiner Stammkundin Frau Zischek, die Kassierin an der Kinokasse ist. Er lebt zusammen mit seinem Hund Teddy. Auf seinen Reisen durch Österreich erlebt Alfred heitere, turbulente Dinge und knüpft viele Bekanntschaften.

### 1. Das Ski-As
Eine von Alfreds Kundinnen schlägt Alfred, der Wien noch nie verlassen hat, vor, einmal zu verreisen. Alfred lehnt es vorerst ab, da er seinen Hund Teddy betreuen muss. Seinen runden Geburtstag feiert er alleine mit seinem Hund Teddy. Er bekommt Besuch von seinem Neffen und seiner Nichte. Dabei durchstöbert er seine Post und findet eine Postkarte und einen Brief von seinem Schulfreund Erwin Exner aus Radstadt. Exner ist Maler. Dieser gratuliert ihm zum Geburtstag und lädt ihn zu einem Winterurlaub nach Radstadt ein. Im Zug dorthin versucht Alfred vergeblich, mit anderen Fahrgästen zu sprechen. Nach der Ankunft im Hotel begibt er sich nach Schladming, wo gerade eine Ski-WM stattfindet. Er versucht sich im Eisstockschießen und stürzt dabei. Später fährt Erwin mit Alfred nach Wagrain, wo er ihm sein dortiges Haus zeigt, indem gerade die Familie Hutter musiziert, die er Alfred vorstellt. Erwin zeigt ihm seine Gemälde, ein altes Klassenfoto und Tagebücher seines Großvaters. Alfred findet in einer Dame namens Hilde eine Gesprächspartnerin, die ihn zum Skifahren einlädt. Er legt sich eine flotte Ski-Ausrüstung zu und macht erste ungeschickte Versuche im Skifahren. Bei der Fahrt mit dem Sessellift verliert er einen Ski und fährt daraufhin in der Pistenraupe mit. Beim Essen am Stammtisch schlagen die Herren vor, Alfred in die Bürgergarde Schladming auf eine Schlittenfahrt mitzunehmen.

### 2. Der Meisterfotograf
Frau Zischek schenkt Alfred eine Polaroid-Kamera, die sie bei einem Preisausschreiben gewonnen hat. Nachdem Alfred von Frau Zischek ein Probe-Foto macht, beschließt er, seinen zweiten Ski-Urlaub am Arlberg zu machen, da dort sein Schulfreund Franz Stieger im Hotel als Portier arbeitet. Alfred kommt mit dem Zug am Arlberg um Mitternacht an, wobei Franz Alfred freudig begrüßt, dieser aber auch verlegen ist, da Alfred überraschend ankommt. Franz teilt Alfred Zimmer 19 zu, das er aber mit der Wäschekammer verwechselt, da die Schrift der Sternsinger über dessen Tür steht und die Nummer 19 enthält. Alfred richtet sich diese als Schlafgemach ein. Am Morgen findet ihn eine Putzfrau, die ihm schließlich bekanntgibt, dass das „eigentliche“ Zimmer 19 gegenüber liegt. Franz bietet Alfred einen Rundflug mit dem Hubschrauber an, jedoch gerät Alfred während des Fluges in Panik. Danach sitzt Alfred am Tisch mit jungen Skifahrern zusammen, wobei die Wirtin Jodler singt. Auch tritt in dieser Folge Karl Schranz als er selbst auf, den Alfred gleich fotografiert, allerdings nur den Kopf. Nachdem sich Alfred mit Fotografen über die Prominenz am Arlberg unterhält, begegnet ihm eine aufgestylte Dame, die nach seiner Meinung eine „amerikanische Filmschauspielerin“ ist, die er ebenso fotografiert. In der folgenden Nacht verirrt sich in Alfreds Zimmer ein betrunkener deutscher Gast, der sich lautstark verhält. Alfred versucht vergeblich, diesen wieder loszuwerden, und schläft laut schnarchend mit Alfred im Zimmer. Beim Frühstück wird Alfred ebenso von dem quicklebendigen deutschen Gast belästigt. Bei seinem Spaziergang durch den winterlichen Ort fotografiert Alfred viel und versucht beim sonnen mit den Leuten vergeblich, ins Gespräch zu kommen. Später tritt Alfred auf Anraten seines deutschen „Zimmerkameraden“ der Bruderschaft St. Christoph bei, was Alfred annimmt, und muss am Anfang mit seinen Brüdern in der Küche das gesamte Buffet verzehren. An der Bar begegnet Alfred erneut der „Filmschauspielerin“, die sich mit dem Namen „Carmen“ vorstellt und sich in englischer Sprache mit Alfred unterhält und vergnügt. Dabei konsumieren die beiden 4 Champagner-Flaschen. Franz bringt Alfred nach diesem Vergnügen Kopfwehtabletten und die teure Rechnung der Bar, die 5.195 Schilling (rund 377 €) ausmacht. Da Alfred nicht so viel Geld bei sich hat, muss er von Wien aus die hohe Rechnung bezahlen. Auch klärt Franz Alfred auf, dass die angebliche Amerikanerin aus Wiener Neustadt kommt, die sich öfter am Arlberg aufhält und ständig Kavaliere sucht.

### 3. Der Kurgast
Alfred ordnet Bücher mit Hilfe von Frau Zischek ein. Eine Kundin verlangt einen spannenden Roman, wobei Alfred auf der Stehleiter einen Hexenschuss erleidet. Den Vorschlag von Frau Zischek, ins Spital eingeliefert zu werden, lehnt Alfred ab, da dort sein Hund unerwünscht ist. Der Arzt verordnet ihm probeweise einen Kuraufenthalt in Bad Radkersburg, wobei auch sein Hund mitreist. In der Apotheke besorgt sich Alfred eine Salbe. Bei der Busfahrt verlangt Alfred vom Chauffeur einen Extra-Aufenthalt, da sein Hund seine Notdurft verrichten muss, was aber misslingt. Dabei gerät Alfred mit einem jungen, unhöflichen Fahrgast in Streit. Auf dem Polizeirevier von Bad Radkersburg haben die Polizisten den Auftrag, einen Autoschmuggel aufzudecken. Alfred findet in einem Hotel Unterkunft, wo er von einer jungen Dame empfangen wird. Im Kurmittelhaus, wo Alfred seinen Hund hineinschmuggelt, verordnet ihm der Arzt Kuren für den Bewegungsapparat, u. a. ein Schlammbad, wobei er sich wehleidig verhält, da die Schlammpackung zu heiß ist. Auch wird Alfred massiert und geht schwimmen. Im Restaurant nimmt Alfred eine Mahlzeit zu sich, die nicht gerade eine Diät ist und unterhält sich angespannt mit zwei älteren Damen. Jedoch wird Alfred beinahe von Schwester Herta gesehen, bricht das Essen ab und beim Spaziergang durch die Stadt trifft er auf einen singenden Chor. Auch wird Alfred von einem anderen Kurgast beobachtet, da dieser ihn für einen Kriminellen hält und ihn verfolgt. Als ihn am Morgen Schwester Herta weckt, büxt sein Hund aus. Alfred muss nun den Hund verzweifelt suchen, wobei er sämtliche Leute befragen muss, darunter den Briefträger. Jedoch kann niemand eine Auskunft geben. Alfred sucht ihn sogar an der Staatsgrenze und macht bei der Polizei eine Abgängigkeitsanzeige für den Hund, wobei sich der Polizist vorerst lustig macht, dann aber der Anzeige nachgeht. Daraufhin erscheint am Wachposten der Fahrgast, mit dem Alfred zuvor bei der Busfahrt in Konflikt geraten war, der sich als der gesuchte Schmuggler entpuppt und verhaftet wird. Zudem taucht am Wachposten auch der Kurgast auf, der Alfred beobachtete und dem Polizisten Auskunft erteilt. Jedoch teilt diesem der Polizist mit, dass bereits ein Verdächtiger festgenommen sei und ihn nicht weiter ernst nimmt. Gemeinsam mit Schwester Herta setzt Alfred die vergebliche Suche nach seinem Hund fort, worauf sie essen gehen, jedoch ist Alfred untröstlich und verspürt keinen Appetit. Bald darauf findet sich der Hund wieder; dieser tollte mit der Hündin von Schwester Herta durch die Gegend. Bei der Heimfahrt wird Alfred noch von der Unterkunftgeberin bis zum nächsten Ort begleitet, da deren Verlobter auf sie wartet. Auch versucht der Kurgast, der Alfred verfolgte, vergeblich den Bus aufzuhalten.

### 4. Das Donauweibchen
Alfred hat Besuch von der aufgeregten Frau Zischek, die von ihrer verstorbenen Großtante ein Weingut in Weißenkirchen in der Wachau geerbt hat. Diese verlangt von Alfred, sie auf der Reise als Beschützer zu begleiten, was Alfred vorerst ablehnt, dann aber doch mitreist. Die Fahrt erfolgt mittels Dampfschiff auf der Donau. Während der Schifffahrt verspürt Alfred ein Schwindelgefühl, da er noch nie zuvor mit einem Schiff gefahren ist. Alfred trinkt darauf Baldrian. Auch gibt Frau Zischek erstmals ihren Vornamen (Felicitas, alias Lizi) bekannt. Auf dem Schiff ist auch der Inhaber des Kinos, in dem Frau Zischek Kassierin ist, mit seiner Freundin Maria Theresia anwesend, der eine Vergnügungsfahrt macht, und fürchtet, von Frau Zischek ertappt zu werden. Alfred gerät in Panik und bildet sich ein, dass das Schiff entzwei bricht, wobei jedoch nur der Schornstein wegen einer Brücke eingezogen wird. Im Restaurant des Schiffes treffen Alfred und Frau Zischek den Kinobesitzer mit seiner Freundin und plaudern miteinander. Maria Theresia stellt Herrn Lodynski als „Cousin“ vor. Da Alfred Frau Zischek deren vergessene Handtasche holen muss, verirrt sich Alfred in eine Kabine, wo er sich ausruht und durch ein Missgeschick seine Kappe in das Wasser fällt. Dies versetzt seine Mitreisenden in Aufregung und lässt sie vermuten, dass Alfred selbst ins Wasser gefallen ist. Jedoch kann Alfred letztlich seine Leute beruhigen. In Dürnstein werden Frau Zischek und Alfred von Herrn Haderer, einem Bekannten von Frau Zischek, begrüßt, der die Weingärten betreut. Bei der anschließenden Begehung des geerbten Weingartens schwärmt Frau Zischek vorerst davon. Da aber Herr Haderer die anstrengende Betreuung anspricht, zieht Frau Zischek einen Verkauf in Erwägung, worauf ihr Haderer bald ein Angebot macht, da die benachbarten Grundstücke seine sind. Zudem sind die Weinstöcke des geerbten Weingartens nicht mehr tragfähig und zudem noch oberste Lage. Nach der Einkehr in einem Weinlokal begeben sich Alfred und Maria Theresia in eine Diskothek zum Tanzen, wo sie die ganze Nacht verbringen. Dieses versetzt Lodynski in geringfügige Eifersucht. Nach einer Weinverkostung zeigt Lodynski Alfred einen Weinkeller und Lodynski sperrt Alfred darin ein. Im Keller trifft Alfred schließlich auf Maria Theresia, die auf einem anderen Weg in den Keller gelangt ist, und sie verweilen zusammen darin. Danach trifft Alfred an einem Gittertor den betrunkenen Herrn Haderer, der Alfred und Maria Theresia befreit. Nach dem anschließenden Streit zwischen Alfred und Lodynski ist auch Maria Theresia in mieser Stimmung und bezeichnet Lodynski als herzlos. Am Bahnhof kommt es vor der Abreise doch noch zu einer Versöhnung, wobei Lodynski und Maria Theresia mit dem Zug fahren; Alfred und Frau Zischek hingegen mit dem Schiff, wobei Alfred Frau Zischek einen Heiratsantrag macht, Frau Zischek aber einschläft.

### 5. Der Preisträger
In dieser Folge begleitet Alfred Frau Zischek zum Flughafen, da sie aus familiären Gründen nach Frankfurt fliegt. Sie beauftragt Alfred, ihren Schrebergarten zu betreuen. Später wird Alfred vom Werbeleiter der fiktiven Waschmittelfirma Sphäri zu seiner Überraschung als Autor eines Werbespruches ausgezeichnet. Es stellt sich heraus, dass Frau Zischek den Slogan erfunden hat und ihn in Alfreds Namen eingesandt hatte. Der Preis ist eine Sightseeing-Tour durch Wien, der Stadt, in der Alfred zu Hause ist. Trotzdem bezieht er ein luxuriöses Hotelzimmer. Die junge Reiseleiterin Gundi war als Schülerin in Alfreds Buchladen Kundin. Nun geht Alfred mit Gundis Reisegruppe durch den Schlosspark Schönbrunn, wobei er bald erschöpft ist. Im Hotel wird Alfred ständig von der Betreuerin seines Hundes angerufen, noch dazu nachts, da sie unbeholfen ist. Als Alfred eine Fiakerfahrt unternimmt, begibt er sich zusammen mit dem Kutscher, Herrn Weinzierl, in Frau Zischeks Schrebergarten. Alfred ist bei der Gartenpflege allerdings unbeholfen, wobei ihm Herr Weinzierl behilflich ist. Auch kehren Alfred und Herr Weinzierl bei einem Heurigen ein. Als Gundi ihre Reisegruppe bei der Busfahrt über die Wiener Ringstraße begleiten will, befindet sich im Bus deren Vater, der von Gundis Job nichts weiß. Gundi bittet daraufhin ängstlich Alfred, für sie als Reiseführer einzuspringen. Das lehnt Alfred vorerst ab, übernimmt aber doch den Auftrag. Allerdings spricht Alfred während der Fahrt einen haarsträubenden Unsinn über die Bauwerke, spricht dabei nur über die unbekannten Sehenswürdigkeiten und vertauscht dabei das Rathaus mit der Votivkirche. Gundis Vater muss Alfred ständig zurechtweisen und droht mit Beschwerde. Allerdings wird Alfred von anderen Touristen gelobt. Danach lädt Gundi Alfred zu einem Versöhnungsessen mit ihrem Vater ein, da Gundi ihrem Vater eingestanden hat, dass sie Reiseleiterin ist. Beim Essen beschließt Gundis Vater, Alfred für seine angebliche Dichtkunst ein großes Honorar auszustellen. Zuletzt holt Alfred die zurückgekehrte Frau Zischek vom Flughafen ab.

### 6. Petri Heil
Alfred entdeckt in der Zeitung ein Inserat, in dem eine Sammlung alter Krimibücher zum Verkauf angeboten ist. Er telefoniert daraufhin sofort mit einem Herrn Valentin Sablatnik aus Klagenfurt, der das Inserat aufgegeben hat. Danach reist Alfred nach Kärnten, wo er sich mit Valentin (kärntnerisch Volte) trifft, mit diesem in ein nettes Gespräch kommt und die alte Krimisammlung kauft. Valentin schlägt Alfred nun eine Angler-Partie vor, da es Alfreds Traum ist, Fische zu fangen. Valentin und Alfred treffen auf einer Straße eine Frau, die eine Lehrerin ist und mit Ferienkindern unterwegs ist. Diese hat ein Problem mit einem Autoreifen. Alfred ist dieser bei der Reparatur behilflich, jedoch montiert er erneut den defekten Reifen, worauf Valentin die Reparatur vornimmt. Am Ufer des Wörthersees ist Alfred beim Angeln unbeholfen, wobei er beim Angelwerfen einen deutschen Badegast verletzt. Dieser ist missmutig. Valentin und Alfred suchen daraufhin ein einsames Gewässer zum Angeln auf, wo Alfred durch ein erneutes Missgeschick völlig durchnässt ist und seine Kleider trocknen muss. Alfred badet nun nackt im See; in diesem Moment erscheint die Lehrerin (der er zuvor begegnete) mit deren Ferienkindern, die ausgerechnet an diesem Ufer Rast machen. Die Kinder machen sich nun lustig über Alfreds Situation. Später lädt Valentin Alfred zum Essen ein, wobei auch Valentins selbstständige Enkeltochter Lieserl anwesend ist. Später stößt auch der deutsche Urlauber, den Alfred mit der Angel verletzt hat, dazu. Dies führt zu einer engeren Freundschaft mit Valentin und Alfred. Am Morgen ist Valentin krank; da er Lieserl einen Ausflug auf den Pyramidenkogel versprochen hat, macht sich Lieserl daher allein mit dem Bus auf Entdeckungsreise. Für Alfred und den deutschen Urlauber beginnt nun eine große Suche nach Lieserl, wobei kein Mensch sie gesehen haben will. Alfred sucht nun mit dem deutschen Urlauber alle Wege der Gegend ab, jedoch hat Lieserl einen weiten Vorsprung. Nach einer Bootsfahrt am Wörthersee täuscht Alfred vor Valentins Zimmertür Lieserls Anwesenheit vor und imitiert deren Stimme. Lieserl, die in einem Heustadl übernachtet hat, findet sich letztendlich im Minimundus. Später gibt Valentin Alfred bekannt, dass Lieserl zuvor des Öfteren ausgebüxt, jedoch immer wieder zurückgekommen ist, was Alfred in Schrecken versetzt. Zuletzt fängt Alfred mit dem deutschen Urlauber im See einen großen Karpfen. Als Valentin und Alfred wieder der Lehrerin begegnen, büxt Lieserl erneut mit dem Bus aus.

### 7. Der Minnesänger
Frau Zischek ist in Alfreds Geschäft erschrocken, da Alfred eine Tauchermaske trägt. In der letzten Folge fährt Alfred an den Neusiedlersee, da seine Schwester dort mit deren Mann einen Bootsverleih hat. Bei der Ankunft in Mörbisch gerät Alfred vorerst mit Herrn Postl in Streit. Da Herr Postl ein treuer Stammgast seiner Schwester ist, verträgt sich Alfred gleich mit Herrn Postl, der ein kleines Haus am See hat und zudem mit seiner Frau streitet. Danach erkundet Alfred per Boot zusammen mit einer jüngeren Dame, die Ornithologin ist, das Schilfgebiet, wobei sie Vogelnester fotografiert. Später fährt Alfred mit einer älteren Dame, die eine Tarok-Partnerin seiner Schwester ist, nochmals in die Schilfgegend, wobei der Motor des Bootes ausfällt und Alfred das Boot durch den See ans Ufer zu Herrn Postls Haus ziehen muss. Nach einem Gespräch zwischen Alfred und seiner Schwester spaziert Alfred durch Mörbisch, wo er die Ornithologin trifft, und unternimmt mit ihr eine Fahrrad-Tour durch das Burgenland, die um den Neusiedlersee, in den Steinbruch Sankt Margarethen und durch die Weingärten führt, wo sie auf Herrn Postl treffen, der mit einem Pferdewagen unterwegs ist und die Ornithologin mitfahren lässt. Alfred muss nun zwei Fahrräder schieben. Ein weiterer Ausflug mit Herrn Postl führt auf die Burg Lockenhaus, wo die Ornithologin Bücher abholt. Beim Festmahl hinter Burgmauern versöhnt sich Alfred mit Herrn Postl, und sie studieren ein althochdeutsches Lied (Minnesang) ein und geben mit Gitarre eine lautstarke Gesangsvorstellung, wobei die beiden allerdings mit Wasser angeschüttet werden. Auch fährt Frau Zischek nach Mörbisch, um Alfred zu überraschen, trifft aber nur Alfreds Schwester an, die sie zum Damenausflug einlädt, bei dem abends in der Damenrunde Tarock gespielt wird. Die Serie endet mit einer Zusammenkunft bei einem Heurigen, wobei die Ornithologin Alfred und Herrn Postl ihre Familie vorstellt. Später trifft auch Alfreds Schwester mit deren Damenrunde ein, der Frau Zischek beitrat. Auch hält Frau Postl, die ebenso der Damenrunde angehört, ihrem Mann eine Strafpredigt, da er nicht zu Hause war. Da eine kroatische, singende Hochzeitsgesellschaft anwesend ist, verlangt Alfreds Schwester von ihrem Bruder, kroatisch singen zu lernen, was Alfred aber ablehnt.